# Ali Riza Karabeg
Hadži Ali Riza-efendija Karabeg (1870 či 1872 Mostar, osmanská říše – 21. ledna 1944 Mostar, Nezávislý stát Chorvatsko) byl bosenskohercegovský islámský duchovní bosňáckého původu.

## Životopis
Narodil se významné muslimské rodiny, která měla silnou tradici islámské vzdělanosti. Jeho otec Mustafa Sidki Karabeg (?–2. 8. 1878) byl mostarským muftím. V létě roku 1878, kdy do země vtrhla okupační rakousko-uherská armáda, zastával umírněnou pozici, načež byl zastánci ozbrojeného odporu zabit. Mustafa přivedl na svět dva syny, Ahmeda (1868–1942) a Ali Rizu.
Ali Riza se nejprve vzdělával u svého otce, později studoval v mostarské Koski Mehmed-pašově a Karađozbegově medrese, vyšších islámských školách. Ve studiu nato pokračoval v Istanbulu. Po návratu do vlasti nevykonával žádný úřad a zabýval se správou rodinného majetku a samostudiem v oblasti islámských věd. Přispíval též do muslimských listů Novi behar a el-Hidaje.
Za Karabegovo nejvýznamnější dílo je považován úplný překlad Kurʼánu do srbochorvatštiny, resp. bosenštiny, otištěný v Mostaru roku 1937. Podle nejnovějších analýz ale výsledný text v zásadě kopíroval starší srbský překlad (Koran, Beograd 1895), jehož autor Mihajlo (Mićo) Ljubibratić vyšel z ruského překladu a ten zase z francouzského vydání. Roku 1937 byl v Sarajevu uveřejněn také překlad Kurʼánu duchovních Mehmeda Džemaluddina-efendiji Čauševiće a Muhammed-efendiji Pandži. Ten se s největší pravděpodobností neopíral o originální arabštinu, nýbrž o turecký překlad Ömera Rızy (Kurani kerim terdžume ve tefsir, Istanbul 1934), který zase vycházel z anglického překladi Muhammada Aliho (The Holy Quran, Lahore 1920).
Karabeg přivedl na svět pět dětí. Karabegovy tělesné ostatky byly uloženy na muslimském hřbitově Gornja Carina v Mostaru.

## Dílo
- Rasprava o hidžabu (krivenju muslimanki) (Pojednání o hidžábu: zahalování muslimek, Mostar 1928)
- Kratki životopis Muhameda A. S. sa socijalnog gledišta (Stručný životopis Muhammada, mír a požehnání s ním, z hlediska sociálního, Mostar 1929
- Kur'an (překlad Kurʼánu do srbochorvatštiny, resp. bosenštiny, Mostar 1937, Sarajevo 1942)